# Лозоватка (Синельниковский район)
Лозоватка (укр. Лозуватка) — село,
Илларионовский поселковый совет,
Синельниковский район,
Днепропетровская область,
Украина.
Код КОАТУУ — 1224855303. Население по переписи 2001 года составляло 62 человека.

## Географическое положение
Село Лозоватка примыкает к селу Ягодное (Новомосковский район), на расстоянии в 1 км расположено село Старолозоватка и в 1,5 км — село Знаменовское.
По селу протекает пересыхающий ручей.
Рядом проходит автомобильная дорога М-18 (E 105).